# Edward Czapula
Edward Czapula (ur. 13 maja 1937, zm. 2 stycznia 2017) – polski dyplomata i ekonomista, chargé d’affaires w Jordanii (1971–1973).

## Życiorys
Syn Franciszka i Stanisławy. Absolwent Liceum Polskiego w Paryżu oraz Szkoły Głównej Planowania i Statystyki. Wieloletni pracownik central handlu zagranicznego, pracował również w polskich przedstawicielstwach dyplomatycznych. Przebywał m.in. na placówce w Bejrucie, od 1 grudnia 1971 do ok. 1973 zajmował stanowisko chargé d’affaires ad interim PRL w Jordanii. W późniejszych latach zatrudniony w Generalnej Dyrekcji Dróg Krajowych i Autostrad.
13 stycznia 2017 został pochowany na Cmentarzu w Wilanowie.